# مقيبرة (لحج)
مقيبرة (بالإنجليزية: Muqaybirah) هي إحدى قرى الجمهورية اليمنية. تتبع جغرافيا لمحافظة لحج و إداريًا لمديرية تبن. يبلغ تعداد سكانها 1636 نسمة حسب الإحصاء الذي أجري عام 2004.

## مساكن
• سَاكِن علي
• سَاكِن بَكرَين
• سَاكِن دَنَّم
• سَاكِن ظَفَر
• سَاكِن الحَيمِدي
• سَاكِن الزُبُود
• سَاكِن المَجنَّة (المُقَيبِرَة)
• سَاكِن المَشرُع (الشُجَيرَات)
• سَاكِن مُقَيبِرَة الجديدة.

## تعليم
تم أفتتاح أول مدرسة في قرية مقيبرة في صباح يوم الأثنين 15 أبريل 2019م على نفقة فاعل خير بتكلفة 25 مليون ريال يمني على قطعة أرض تبرع بها الأهالي، ويعتبر هذا المشروع مرحلة أولى تم تجهيز فيها ثلاثة فصول ومكتب للإدارة لتستوعب الفصول تسعون طالب وطالبة من التعليم الأساسي فيها.حيث تعتبر المدرسة أول مدرسة تبنى في القرية منذو الاستقلال الوطني للجنوب اليمني من بريطانيا سنة 1967م.

## مجهودات ذاتية
تعتمد قرية مقيبرة بدرجة أساسية على المجهودات الذاتية والفردية في قيام وتقديم المشاريع الخدمية فيها، حيث تعتبر المجهودات الذاتية والفردية هي لبنة الأساس في قيام جميع المشاريع في القرية، وذلك بالتضافر عبر المساهمات والتبرعات الذاتية والفردية وفاعلي الخير.